# Franz von Somnitz
Franz von Somnitz (* 1717; † 1770) war ein preußischer Justizjurist. Er war Präsident des Tribunals der Lande Lauenburg und Bütow und wohl zugleich Oberhauptmann der Lande Lauenburg und Bütow.

## Leben
Er stammte aus der uradligen pommerschen Familie Somnitz. Sein Vater Christoph von Somnitz (* 1683; † 1722) war Landrichter der Lande Lauenburg und Bütow und Erbherr auf Massow.
Franz von Somnitz besuchte ab 1733 das Akademische Gymnasium Danzig und studierte ab 1734 Rechtswissenschaften an der Universität Königsberg. Er trat in den preußischen Justizdienst ein und wurde 1742 pommerscher Regierungsrat.
1760 wurde er Präsident des Tribunals der Lande Lauenburg und Bütow. Die im Osten Pommerns gelegenen Lande Lauenburg und Bütow hatten als Lehen der Krone Polens eine Sonderstellung in Brandenburg-Preußen, unter anderem ein eigenes Tribunal als Appellationsinstanz und einen eigenen Oberhauptmann. Laut der heutigen Literatur erhielt Somnitz auch den Titel eines Oberhauptmanns der Lande Lauenburg und Bütow; laut der älteren Literatur soll hingegen das Amt des Oberhauptmanns von 1760 bis 1771 unbesetzt geblieben sein, so dass Somnitz zwar Tribunalspräsident, nicht aber Oberhauptmann gewesen wäre. Somnitz blieb bis zu seinem Tode 1770 im Amt. Neuer Tribunalspräsident wurde Ewald Georg von Natzmer; neuer Oberhauptmann Heinrich Eggard von Woedtke.
Somnitz war Erbherr auf Schwartow und Schwartowke im Land Lauenburg und besaß weitere Güter im Königreich Polen. Sein Sohn Johann Friedrich von Somnitz verließ nach seinem Tod den preußischen Staatsdienst und widmete sich der Bewirtschaftung der ererbten Güter.